# 蛇之目

日本天氣記號中的「霧」

蛇之目（じゃのめ），是圖紋及符號的一種，基本上是一個空心圓形裡面有一個實心圓形的圖像。由於在視覺上像蛇類的眼睛，因此在被稱為「蛇之目」，是日本常見的圖紋。在Unicode中，蛇之目收錄於幾何圖形區塊：U+25C9 ◉ FISHEYE。

### 用法
- 在日本氣象廳的天氣圖中，這符號代表「有霧」。
- 在統一塑模語言的活動圖及狀態機圖中，這符號代表「完結狀態」。
- 在星圖中，這符號代表「變星」。

## 家紋

弦卷紋 蛇之目

蛇之目是日本家紋中「弦卷紋」的一種。由於形狀令人聯想到蛇的眼睛，因此這圖案就被稱為「蛇の目」。在日本的眾多家紋中，蛇之目除了可以單用外，還有成「品」字形三枚同用的「三つ盛蛇の目」和九個蛇之目圍繞一個圓形的「蛇の目九曜」等各種家紋。

### 用例
- 加藤清正及其後的加藤氏與堀氏都以蛇之目紋為家紋。
- 在安土桃山時代的軍旗中，石川忠總也使用一種名為「淺蔥色的蛇之目」的旗號[2]。

## 與蛇之目有關的詞語

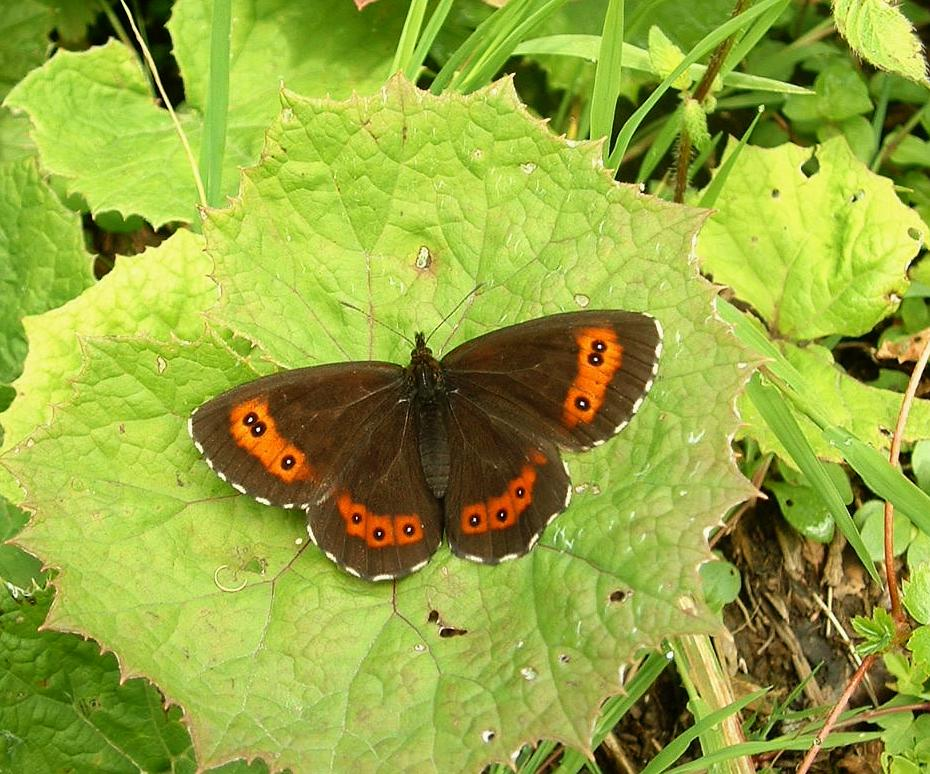
蛇目蝶

蛇之目傘
是日本其中一種很常見的和傘造型。
蛇之目之砂
在日本相撲運動中，力士角力的賽區（土俵）的俯視圖形亦被稱為蛇之目。
生物命名
有不少具有眼紋圖案的動植物，在日本都被以「蛇之目」冠稱，例如「眼蝶（蛇之目蝶）」、「眼斑水龜（蛇之目龜）」、「日鳽（蛇之目鳥）」、「聖誕歐石楠（蛇之目歐石楠）」、「兩色金雞菊（蛇之目菊）」等。